# Ривас, Лина
Лина Марсела Ривас Ордоньес (исп. Lina Marcela Rivas Ordoñez; род. 24 апреля 1990) — колумбийская тяжелоатлетка, выступающая в весовой категории до 63 килограммов. Серебряный призёр чемпионата мира, чемпионка Панамериканских игр и Боливарианских игр.

## Биография
Лина Марсела Ривас Ордоньес родилась 24 апреля 1990 года.

## Карьера
На чемпионате мира среди юниоров 2007 года Ривас стала седьмой в весовой категории до 58 килограммов. Колумбийка подняла в сумме 195 килограммов (90 + 105).
В 2008 Лина Ривас завоевала бронзовую медаль чемпионата мира среди юниоров, улучшив прошлогодний результат на 6 килограммов.
На Панамериканском юниорском чемпионате 2010 года Лина Ривас завоевала золото с результатом 211 килограммов. Такого же результата ей хватило для завоевания бронзовой медали на Панамериканском чемпионате среди взрослых в том же году. На юниорском чемпионате мира она также стала бронзовым призёром, подняв в сумме 205 кг.
В 2011 году Ривас стала бронзовым призёром Панамериканских игр с результатом 215 кг (100 + 115).
На Панамериканском чемпионате 2012 года стала чемпионкой с результатом 223 килограмма. Она подняла 103 кг в рывке и толкнула штангу на 120 кг во втором упражнении. Она представляла Колумбию на Олимпийских играх 2012 года в Лондоне и в рывке подняла 103 кг, однако во втором упражнении не сумела зафиксировать ни один вес.
На Панамериканском чемпионате 2013 года перешла в весовую категорию до 63 килограммов и завоевала серебро с результатом 219 кг.
В 2014 году вернулась в свою весовую категорию до 58 килограммов и выступила на чемпионате мира, где стала шестой с суммой 218 кг.
В 2015 году стала чемпионкой Панамериканских игр в весовой категории до 58 килограммов с результатом 97 кг в рывке, 118 кг в толчке с 215 кг в сумме. В том же году на чемпионате мира она на пять килограммов превысила этот результат за счёт толчка и заняла пятое место.
В 2016 году Ривас в весовой категории до 63 кг стала чемпионкой Южной Америки и выиграла тестовый турнир перед Олимпиадой в Рио. На самих Играх она выступала в весовой категории до 58 кг и подняла в сумме 216 кг (96 + 120), что соответствовало седьмому месту.
В 2017 году она перешла в весовую категорию до 63 килограммов. Лина Ривас выиграла чемпионат Южной Америки и Боливарианские игры, на обоих турнирах показав лучший результат в карьере — 230 килограммов (105 + 125). На чемпионате мира в Анахайме колумбийка стала серебряным призёром с результатом 225 кг (101 + 124).